# 硫酸亚铊
硫酸亚铊是铊(I)的硫酸盐，化学式为Tl2SO4，無臭無味，具有很高的毒性，曾被廣泛用作殺鼠劑和殺蟲劑，美國已於1972年起禁用，其他國家也陸續禁用。
硫酸亚铊和硫酸钾具有相同的结构。